# Arturo Prestipino
Arturo Prestipino Giarritta (Gioiosa Marea, 2 gennaio 1911 – Milano, 18 febbraio 1989) è stato un violinista e compositore italiano.

## Biografia
Giunge con la famiglia a Milano, lasciando la natia Sicilia, all'età di quattro anni e a sei anni viene iscritto dal padre Giuseppe (anch'egli musicista) al Conservatorio Giuseppe Verdi di Milano dove conseguirà il diploma in violino. Pur provenendo dagli studi classici è il jazz la sua grande passione e presto forma un suo combo con il quale si esibisce in Italia e all'estero per molti anni. Nell'immediato dopoguerra collabora con grandi del jazz italiano dell'epoca: Gil Cuppini, Glauco Masetti, Oscar Valdambrini, Pier Emilio Bassi, Renato Sellani, Eridano Ronchi, Ray Martino, Riccardo Rauchi, Piero Rizza, Beppe Termini e molti altri. Dagli anni cinquanta fino alla metà degli anni ottanta è membro delle sezioni d'archi di orchestre che si producono negli studi di registrazione di Milano, spesso in veste di primo violino e a volte di violino solista (come nell'album  Amanti di valore di Mina).  Ha così modo di collaborare con importanti direttori d'orchestra come Gorni Kramer, Enrico Simonetti, Angelo Giacomazzi, Gigi Cichellero, Pino Calvi, Iller Pattaccini, Franco Monaldi, Pino Presti, Bill Conti, Gianpiero Reverberi, Franco Cassano, Tony Mimms, etc. Fa inoltre parte per molti anni dell'organico delle orchestre del Festival di Sanremo e della Mostra Internazionale di Musica Leggera di Venezia.
Come compositore è noto soprattutto per aver firmato con Guido Lamorgese Cinque minuti e poi, uno dei più grandi successi della fine degli anni sessanta. La canzone, interpretata e portata alla notorietà nel 1968 da Maurizio, è stata poi ripresa da Claudio Baglioni nel 2006 e inserita come brano d'apertura nel doppio album Quelli degli altri tutti qui e nel triplo album Buon viaggio della vita, registrato dal vivo dal cantautore romano nel 2007.
Muore nel febbraio 1989 a Milano, a causa di un incidente automobilistico.
Negli ultimi anni di vita si era dedicato all'insegnamento e all'approfondimento nel campo della musica classico-sinfonica.
Era il padre del bassista, arrangiatore, direttore d'orchestra e compositore Pino Presti.

## Composizioni
| Anno | Titolo                      | Autori del testo   | Autori della musica                     | Interpreti                                                |
| ---- | --------------------------- | ------------------ | --------------------------------------- | --------------------------------------------------------- |
| 1950 | Perché perché               | Peppino Sacchi     | Arturo Prestipino                       | Arturo Prestipino e il suo complesso canta Peppino Sacchi |
| 1950 | Non t'ho rivista più        | Peppino Sacchi     | Arturo Prestipino                       | Arturo Prestipino e il suo complesso canta Peppino Sacchi |
| 1951 | La terza moglie             | Strumentale        | Arturo Prestipino                       | Arturo Prestipino e il suo complesso                      |
| 1964 | Oh Jenny                    | Beppe Cardile      | Arturo Prestipino                       | Pino Presti                                               |
| 1968 | Cinque minuti e poi         | Herbert Pagani,    | Arturo Prestipino - Guido Lamorgese     | Maurizio                                                  |
| 1969 | Messaggio d'amore           | Luciano Beretta    | Arturo Prestipino                       | Pino Presti                                               |
| 1969 | In un posto fuori dal mondo | Lucio Salis        | Arturo Prestipino                       | Pino Presti                                               |
| 1970 | Karin                       | Strumentale        | Arturo Prestipino - Giuseppe Prestipino | Pino Presti Orchestra                                     |
| 1970 | No Sabe                     | Strumentale        | Arturo Prestipino - Giuseppe Prestipino | Pino Presti Orchestra                                     |
| 1971 | Gloria e l'amore            | Eugenio Rondinella | Arturo Prestipino                       | Maurizio                                                  |
| 1972 | Decisione                   | Eugenio Rondinella | Arturo Prestipino                       | Maurizio                                                  |
| 1975 | L'estate di Laura           | Strumentale        | Arturo Prestipino - Giuseppe Prestipino | Pino Presti                                               |
| 1976 | Corso Buenos Aires          | Strumentale        | Arturo Prestipino - Giuseppe Prestipino | Pino Presti                                               |